# Frankendorf (Storbeck-Frankendorf)
Frankendorf ist seit dem 10. Januar 2002 ein Ortsteil der Gemeinde Storbeck-Frankendorf im Landkreis Ostprignitz-Ruppin in Brandenburg. Der Ort gehört dem Amt Temnitz an. Vor der Eingemeindung nach Storbeck-Frankendorf war Frankendorf eine eigenständige Gemeinde. Ortsvorsteherin ist Gabi Ißleib.

## Lage
Frankendorf liegt im Ruppiner Land, rund zwölf Kilometer Luftlinie nordwestlich von Neuruppin und ist rundum von ausgedehnten Waldgebieten umgeben. An der nordöstlichen Gemarkungsgrenze von Frankendorf liegt das Naturschutzgebiet Kunsterspring. Umliegende Dörfer sind Neuglienicke und Gühlen-Glienicke im Nordosten, Steinberge, Kunsterspring, Zermützel und Stendenitz im Osten, Storbeck im Südosten, Woltersdorf im Süden, Katerbow und Netzeband im Südwesten, Rägelin im Westen und Pfalzheim im Nordwesten.
Frankendorf liegt an der Kreisstraße 6811. Die Landesstraße 16 nach Neuruppin liegt rund fünf Kilometer östlich und die Landesstraße 18 nach Herzsprung rund vier Kilometer westlich von Frankendorf. Östlich der Ortslage entspringt der Fluss Kunster. Teile der südlich von Frankendorf gelegenen Siedlung Waisenkrug liegen auf der Gemarkung des Ortes.

## Geschichte
Das Dorf wurde während der deutschen Ostbesiedelung im 12. und 13. Jahrhundert gegründet, fiel jedoch bald nach der Gründung wieder wüst. Erstmals urkundlich erwähnt wurde der Ort im Jahr 1524 als Franckendorff als wüste Feldmark, die anteilig zum Amt Alt Ruppin und den Adelsfamilien Bassute zu Wulkow bei Neuruppin und Bellin zu Radensleben gehörte. 1541 gehörte die wüste Feldmark von Frankendorf zum Dorf Katerbow und 1590 zur Schäferei des Vorwerks Storbeck. 1680 verkaufte die Familien ihre Anteile an dem bewaldeten Landstück an das Amt Alt Ruppin. Vor 1733 wurde bei Frankendorf ein Vorwerk angelegt, die Neugründung Frankendorfs erfolgte 1753 durch die Ansiedelung von sechs Familien aus Mecklenburg. Die Siedlung gehörte damals zum Kreis Ruppin und war somit bis 1815 Teil der Mark Brandenburg und danach der preußischen Provinz Brandenburg. Erst im Jahr 1905 erhielt Frankendorf eine Dorfkirche.
Am 10. Januar 2002 schloss sich die bis dahin eigenständige Gemeinde Frankendorf mit Storbeck zu der neuen Gemeinde Storbeck-Frankendorf zusammen.

## Einwohnerentwicklung
| Jahr | Einwohner |
| ---- | --------- |
| 1875 | 567       |
| 1890 | 526       |
| 1910 | 443       |
| 1925 | 443       |
| 1933 | 416       |

| Jahr | Einwohner |
| ---- | --------- |
| 1939 | 411       |
| 1946 | 650       |
| 1950 | 569       |
| 1964 | 357       |
| 1971 | 334       |

| Jahr | Einwohner |
| ---- | --------- |
| 1981 | 281       |
| 1989 | 264       |
| 1996 | 269       |
| 2001 | 291       |
| 2012 | 291       |

| Jahr | Einwohner |
| ---- | --------- |
| 2019 | 272       |
| 2024 | 282       |

Gebietsstand des jeweiligen Jahres
Die Einwohnerzahl von Frankendorf zeigt seit 1875 einen langfristigen Rückgang von 567 auf 272 im Jahr 2019. Der kurzzeitige Anstieg auf 650 Einwohner im Jahr 1946 war vermutlich bedingt durch Flüchtlinge und Vertriebene nach dem Zweiten Weltkrieg.

## Tourismus
Im Ort gibt es eine Huskyfarm, die als Touristenattraktion gilt. Die 2003 gegründete Einrichtung bietet ganzjährig Aktivitäten mit Siberian Huskies an, darunter Hundeschlittenfahrten im Winter sowie Trekking- und Wandertouren mit Huskies in der schneefreien Zeit an. Weitere Angebote sind Farmführungen,  Kindergeburtstage oder Schulklassenbesuche. Über die Farm wurde mehrfach in den Medien berichtet, unter anderem in einer Sendung mit Jan Böhmermann.
Der Sternenpark Kyritz-Ruppiner Heide ist ein Projekt zur Förderung der Dunkelheit und des natürlichen Nachthimmels in der Region um Frankendorf. Die Initiative zielt darauf ab, die Lichtverschmutzung zu reduzieren und die Nachtlandschaft der Kyritz-Ruppiner Heide zu bewahren.